# 李錄 (正德進士)
李錄（1488年—？），字貢卿，山東濟南府臨邑縣人，軍籍，明朝政治人物。

## 生平
山東鄉試第四十六名舉人。正德十六年（1521年）中式辛巳科會試第一百七十五名，登第二甲第七十六名進士。

## 家族
曾祖李恪，曾任知縣；祖父李素；父李璋，母毛氏。具庆下。兄李鑑（监生）、李錫，禮科都给事中；弟李銓、李钝。